# Ратуланги, Сэм
Сэм Ратуланги (настоящие имя и фамилия — Геругнан Саул Самуэль Якоб Ратуланги) (индон. Sam Ratulangi; 5 ноября 1890, Тондано, о. Сулавеси, Голландская Ост-Индия — 30 июня 1949, Джакарта, Индонезия) — индонезийский государственный, общественный и политический деятель. Первый губернатор Сулавеси (1945—1949). Педагог, доктор философии. Национальный герой Индонезии.

## Биография
По происхождению — минахасец. Родился в богатой семье. Получив среднее образование на родине, окончил инженерную школу в Батавии. Работал инженером в службе автомобильных и железных дорог. Столкнувшись с расовой дискриминацией, отправился для продолжения учёбы в Амстердам. В 1915 году окончил там педагогический колледж, стал преподавателем естественных наук, позже в течение двух лет слушал лекции в Амстердамском университете. В 1919 году получил степень доктора философии в Университете Цюриха (Швейцария).
Вернувшись на родину, поселился в Джокьякарте, учительствовал, затем переехал в Бандунг, где основал страховую компанию Assurantie Maatschappij Indonesia
В 1924 году был назначен секретарём минахасского Совета студентов. Использовал этот пост для защиты прав коренных жителей, стал широко известен тем, что под его нажимом колониальное правительство Голландской Ост-Индии отменило принудительный труд в Минахасе.
С 1927 по 1937 год — член Фольксраада (высшего законосовещательного органа Голландской Ост-Индии).
За активное участие в движении за независимости от голландских колониальных властей в 1937 году был арестован и на несколько месяцев заключён в тюрьму. Затем стал редактором журнала Nationale Commentaren.
Был одним из членов-учредителей Объединения Индонезийских учёных (Vereniging van Indonesische Academici, 1932).
В июне 1937 года была опубликована его книга «Индонезия в тихоокеанском регионе», в которой С. Ратуланги предупреждал о растущей милитаризации Японии и предвидел возможность того, что японцы могут вторгнуться на индонезийский архипелаг из-за нехватки собственных природных ресурсов. Описал ведущую роль, которую могут сыграть Индонезия и другие страны Юго-Восточной Азии Тихоокеанского региона.
После капитуляции Японии в 1945 году был членом подготовительного комитета по принятию Конституции независимой Индонезии.
В августе 1945 года был назначен президентом Сукарно первым губернатором Сулавеси. Номинально находился на этом посту до своей смерти в 1949 году.
В апреле 1946 года за государственную измену был арестован голландскими колониальными властями и приговорен к трём годам изгнания на небольшом островке близ Новой Гвинеи. В марте 1948 года был выпущен на свободу, поселился в Джокьякарте, но в декабре вновь заключён в тюрьму. В феврале 1949 года из-за ухудшения здоровья был освобожден. Вскоре после этого умер за шесть месяцев до официальной провозглашения независимости своей страны и был похоронен в г. Тондано.

## Память

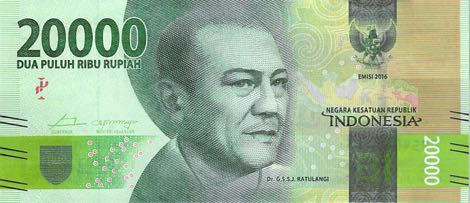
Банкнота Индонезии номиналом 20 000 рупий с изображением С. Ратуланги

- В 1961 году С. Ратуланги присвоено звание Национального героя Индонезии.
- Имя С. Ратуланги присвоено Международному аэропорту и университету в Манадо индонезийской провинции Северный Сулавеси.
- В 2016 году изображение С. Ратуланги помещено на банкноту Индонезии номиналом 20 000 рупий.